# Nováčekite
La nováčekite, chiamata in precedenza nováčekite-II (simbolo IMA: Nvč-II), è un minerale appartenente al gruppo dell'autunite della famiglia dei "fosfati, arseniati e vanadati" con formula chimica Mg(UO2)2(AsO4)2 • 10(H2O). Da un punto di vista chimico è un arseniato acquoso di magnesio-uranile.

## Etimologia e storia
Il minerale prende il nome da Radim Nováček (1905-1942), mineralogista e chimico dell'Università Carolina di Praga (Repubblica Ceca).
La nováčekite è l'idrato intermedio di altri due minerali simili: la metanováčekite (Mg(UO2)2(AsO4)2 • 8H2O) e l'hydronováčekite (Mg(UO2)2(AsO4)2 • 12H2O).
Inizialmente il minerale fu chiamato novacekite nel 1951 da Clifford Frondel; successivamente è stata rinominata in novacekite II con i numeri romani che indicano le fasi di idratazione/disidratazione, ma senza i segni diacritici, che sono stati aggiunti nel 2008 in seguito alla regola che impone al nome del minerale la grafia corretta nel caso in cui sia intitolato a una persona o a un luogo geografico.
Infine è stata nuovamente rinominata nováčekite (senza numeri romani) nel 2022.

## Classificazione
Già nell'obsoleta, ma ancora in uso, 8ª edizione della sistematica minerale di Strunz, la nováčekite apparteneva alla classe dei "fosfati, arseniati, vanadati" e quindi alla sottoclasse dei "fosfati acquosi, arseniati e vanadati con anioni estranei", dove veniva elencata insieme ad autunite, bassetite, fritzscheite, heinrichite, kahlerite, metakirchheimerite, natrouranospinite, sabugalite, saléeite, torbernite, uramphite, uranocircite, uranospathite, uranospinite e zeunerite con le quali forma la "serie dell'uranite" con il sistema nº VII/D.20a.
Nella Sistematica dei lapis (Lapis-Systematik) di Stefan Weiß, che è stata rivista e aggiornata l'ultima volta nel 2018 e che si basa ancora su questa vecchia edizione di Strunz per considerazione verso i collezionisti privati e le collezioni istituzionali, al minerale è stato assegnato il sistema nº VII/E.01-40. In questa Sistematica ciò corrisponde alla classe "fosfati uranilici/arseniati e vanadati uranilici con [UO2]2+-[PO4]/AsO4]3− e [UO2]2+-[V2O8]6−", dove la nováčekite insieme a hydronováčekite, metanováčekite, autunite, fritzscheite, heinrichite, kahlerite, metanatroautunite, rauchite, sabugalite, saléeite, torbernite, trögerite, uranocircite, uranospinite e zeunerite forma il "gruppo dell'autunite" con il sistema nº VII/E.01.
La 9ª edizione della sistematica dei minerali di Strunz, valida dal 2001 e aggiornata dall'Associazione Mineralogica Internazionale (IMA) fino al 2024, classifica la metanováčekite nella sottoclasse "8.E Fosfati e arsenati di uranile"; questa è ulteriormente suddivisa in base al rapporto tra il complesso uranile (UO2) e il complesso fosfato, arseniato o vanadato (RO4), in modo che il minerale possa essere trovato nella suddivisione "8.EB UO2:RO4 = 1:1" in base alla sua composizione, dove forma il sistema nº 8.EB.05 insieme ai minerali torbernite, xiangjiangite, autunite, heinrichite, kahlerite, saléeite, uranocircite, uranospinite, zeunerite e hydronováčekite.
Anche la classificazione dei minerali secondo Dana, utilizzata principalmente nel mondo anglosassone, classifica la nováčekite nella categoria dei "fosfati contenenti acqua, ecc.". Qui la si può trovare insieme a nováčekite nel gruppo senza nome nº 40.02a.10 all'interno della suddivisione dei "fosfati idrati ecc., con A2+(B2+)2(XO4) • x(H2O), con (UO2)2+".

## Abito cristallino
La nováčekite cristallizza nel sistema monoclino nel gruppo spaziale P21/n con i parametri reticolari a = 7,1328(11) Å, b = 20,085(3) Å, c = 7,1569(11) Å e con 2 unità di formula per cella unitaria..
Secondo altre fonti, la nováčekite cristallizza nel sistema tetragonale nel gruppo spaziale P42n con i parametri di reticolo a = 7,16 Å e c = 20,19 Å, sempre con 2 unità di formula per cella unitaria.

## Origine e giacitura
La nováčekite, in quanto minerale raro, è stata rinvenuta in pochi siti sparsi per il mondo.
In Europa è stata trovata nella "miniera Clara" a Ortenaukreis nel Baden-Württemberg, a Kleinrückerswalde e Schneeberg, entrambe in Sassonia (tutte in Germania); a Le Puech in Occitania (Francia); a Laurion in Grecia; a Podgorze in Polonia; nella Repubblica di Adighezia in Russia; a Saint-Luc nel Canton Vallese (Svizzera); a Prakovce in Slovacchia; a Crucea in Romania.
Fuori dall'Europa ci sono stati ritrovamenti nella "miniera di Markey" nella contea di San Juan nello Utah (Stati Uniti).